# 瑪麗·羅絲·吉内斯特
瑪麗·羅絲·吉内斯特（法語：Marie-Rose Gineste）（1911年8月10日—2010年8月28日）。法國天主教徒，二戰期間的法國抵抗組織成員。在二戰期間參與救助猶太人的活動，1985年被以色列授予“國際義人”的榮譽。

## 生平
瑪麗·羅絲·吉内斯特出生於卡納勒的一個天主教教徒家庭。1930年代，全家搬遷到蒙托邦。在那裏，她先是做裁縫工作，後來成爲一個社會工作者，並參與過工會活動。
在德國占領法國的二戰期間，1940年8月她秘密參加了法國抵抗組織。作爲一名虔誠天主教徒的吉内斯特，利用為教會做秘書的機會，將教會的秘書辦公室變成了“精神抵抗中心”，她騎著自行車將教會印製的《基督教月刊》（Témoignage chrétien）和《戰鬥》（Combat）等宣傳資料偷偷送往各地教會。通過各地教會的佈道，抨擊維希政權。通過這些宣傳資料影響公共輿論。她與主教配合将一些猶太兒童和婦女藏匿在當地的修道院中，并負責為猶太人僞造證件和食物配給卡。她的活動無疑冒著巨大風險，有一次被帶到警局接受審問，但是她的機智應對使為納粹服務的法國警方無奈地將她釋放。
布里爾夫婦是蒙托邦的猶太居民，吉内斯特為他們提供了僞造證書包括洗禮證書。從德國逃跑到法國的猶太婦女埃米莉·布勞恩（Emilie Braun）在蒙托邦急需幫助，吉内斯特為她提供了必要的證件，并告訴她如何逃離該鎮，布劳恩在附近的一个農場找到了避難所，并在那里一直呆到戰爭結束。40十年之後，吉内斯特来到耶路撒冷，見到了當年她曾救助過的布勞恩。某一天，吉内斯特在火車沿綫看到了從一列將猶太人送往集中營的火車上，跳下了一家三口人，吉内斯特毫不猶豫地將這死裏逃生的一家三口人接到自己家中藏匿起來，直到納粹德國占領結束。
由於她以自行車為交通工具參與救助猶太人和抵抗組織的活動，因此，她又被稱為“自行車上的女人”。她當年使用過的自行車現在擺放在大屠殺紀念館中展出。
1985年10月24日，大屠殺紀念館授予吉内斯特“國際義人”的榮譽獎章。
2010年8月28日，吉内斯特在蒙托邦逝世，享年99歲。
現在，在法國的蒙托邦和图卢兹都有以她名字命名的街道。

## 影視作品
1997年派拉蒙影業公司將吉内斯特的故事格拍成電視系列劇《勇敢的拯救者——兩個婦女》，（Rescuers Stories of Courage: Two Women），這個影片分爲上下兩集，上集描寫是一位名叫格特魯達·巴比林斯卡的波蘭婦女救助猶太兒童的故事；下集描寫的是吉内斯特的故事，影片中的瑪麗·羅絲·吉内斯特由美國電影演員西拉·沃德飾演。
- YouTube頻道